# رودريغو إزكو
رودريغو إزكو (بالإسبانية: Rodrigo Izco)‏ هو لاعب كرة قدم أرجنتيني في مركز ظهير ‏، ولد في 17 أكتوبر 1994 في بوينس آيرس في الأرجنتين. لعب مع Club Comunicaciones ‏.

## وصلات خارجية
- رودريغو إزكو على موقع قاعدة بيانات كرة القدم.إي يو (الإنجليزية)
- رودريغو إزكو على موقع Soccerway.com (الإنجليزية)